# Барен, Кеес ван
Кеес ван Барен (нидерл. Kees van Baaren; 22 октября 1906, Энсхеде — 2 сентября 1970, Угстгест) — нидерландский композитор и музыкальный педагог.
В 1924—1929 гг. учился как пианист в берлинской Консерватории Штерна у Рудольфа Марии Брайтхаупта. Затем вернулся в Нидерланды и в 1931—1936 гг. продолжил обучение в Роттердамской консерватории у Виллема Пейпера уже как композитор. Несмотря на влияние последнего, ван Барен тяготел к более сложному музыкальному языку и более авангардной композиторской технике, включая додекафонию и серийное письмо. Наиболее значительны в творчестве ван Барена кантата «Полые люди» на стихи Томаса Элиота (1948, новая редакция 1955—1956), Септет для флейты, гобоя, кларнета, фагота, трубы, скрипки и контрабаса (1952), Партита для духовых (1961), Концерт для фортепиано с оркестром (1964).
В 1948—1953 гг. ван Барен возглавлял Амстердамский музыкальный лицей, в 1953—1956 гг. был директором Утрехтской, затем c 1957 г. — Гаагской консерваторий. Среди его многочисленных студентов и учеников были, в частности, Тео Брёйнс, Герард Кокельманс, Миша Менгельберг, Рейнберт де Леу, Петер Схат и др.

## Произведения
- Концертино для фортепиано с оркестром (1934)
- Сонатина in memoriam Willem Pijper, для фортепиано (1948)
- The Hollow Men, кантата для сопрано, баритона, смешанного хора и оркестра, текст Т.С. Элиота (1948, rev.1955-56)
- Септет для флейты, гобоя, кларнета, фагота, валторны, скрипки и контрабаса (1952)
- Симфония(1956)
- Вариации для оркестра (1959)
- Музыка для оркестра
- Партита для духового оркестра (1961)
- Струнный квартет (1962)
- Духовой квинтет (1963)
- Концерт для фортепиано с оркестром (1964)